# 利斯曼 (阿拉巴马州)
利斯曼（英文：Lisman），是美国阿拉巴马州下属的一座城市。面积约为2.59平方英里（约合6.7平方公里）。根据2010年美国人口普查，该市有人口539人，人口密度为208.43/平方英里（约合80.45/平方公里）。